# 1860 a tudományban
Az 1860. év a tudományban és a technikában.

## Kémia
- Robert Bunsen és Gustav Kirchhoff felfedezi a céziumot

## Matematika
- Carl Wilhelm Borchardt német matematikus felfedezi és bebizonyítja a Cayley-formulát

## Hadászat
- Giovanni Luppis (más néven Ivan Blaz Lupis) kapitány az Osztrák–Magyar Monarchiához tartozó Fiuméban megalkotja a torpedót.[1]

## Születések
- február 29. – Herman Hollerith  német származású amerikai statisztikus, a lyukkártya-feldolgozó gép feltalálója († 1929)
- május 20. – Eduard Buchner Nobel-díjas német vegyész, a sejtmentes fermentáció felfedezője Nobel-díjas német vegyész, a sejtmentes fermentáció felfedezője († 1917)
- július 15. – Max von Oppenheim német orientalista és régész († 1946)
- augusztus 11. – Bláthy Ottó Titusz magyar gépészmérnök, feltaláló, a Magyar Tudományos Akadémia tagja († 1939)
- szeptember 21. – Preisz Hugó magyar orvos, állatorvos, bakteriológus, a Magyar Tudományos Akadémia tagja. A korszerű magyarországi bakteriológiai kutatások alapjainak megteremtője († 1940)
- november 29. – Hans Hörbiger osztrák mérnök és feltaláló († 1931)
- december 15. – Niels Ryberg Finsen Nobel-díjas izlandi származású feröeri-dán orvos és kutató  († 1904)

## Halálozások
- január 27. – Bolyai János hadmérnök, az egyik leghíresebb magyar matematikus (* 1802)
- január 27. – Thomas Brisbane skót csillagász (* 1773)
- június 29. – Thomas Addison angol orvos, tudós (* 1793)
- július 1. – Charles Goodyear amerikai kémikus és technikus, a gumi vulkanizálásának feltalálója (* 1800)
- augusztus 14. – André Marie Constant Duméril francia zoológus (* 1774)